# Würm III
Würm III es un período glacial del Paleolítico Superior, que se inició hacia el 14000 a. C. tras la Oscilación de Bølling, de clima templado que marcó el final del período Würm II.
Fue interrumpido del 10000 al 9000 a. C. por la Oscilación de Allerød, de clima templado, reanudándose después hasta el 8000 a. C. donde finalizó por un gran cambio climático de la Tierra.
Esta glaciación es una de las cuatro ocurridas. En Europa, se denomina Würm o Wiurm, y se la conoce con el nombre de Wisconsin en América.
La numeración III se corresponde con lo que se conoce como Würm III europeo, alpino o alemán.

## Subdivisiones del Würm locales
Estas subdivisiones son las realizadas para Alemania, teniendo una correspondencia con las francesas como se indica:
| Alemania | Francia     |
| -------- | ----------- |
| Würm I   | Würm I + II |
| Würm II  | Würm III    |
| Würm III | Würm IV     |